# Kärkna kloster
Kärkna kloster (estniska: Kärkna klooster) var ett cistercienskloster i byn Lammiku åtta kilometer norr om Tartu, nära den plats där Amme mynnar i Emajõgi.

## Historik
Klostret grundades före 1233 av biskopen i Dorpat, Hermann av Dorpat, och beboddes av munkar från Pforta kloster. Klostret förstördes först av hedniska invånare i distriktet 1234. Efter anfall av ryska trupper från Vladimir-Suzdal och republiken Novgorod återuppbyggdes det omkring 1240 som en fästning omgiven av en vallgrav och en mur av granit. 1305 placerades det under Stolpe kloster vid Peene i Pommern, som hade anslutit till Cisterciensorden året innan. Klostret förstördes i början av Livländska kriget i augusti 1558. Det finns kvar rester av fundamenten och de yttre murarna.

## Byggnader
Den rektangulära kyrkan var omkring 47 meter lång och bestod av ett skepp med fem välvda travéer. Ovanligt för en cistercienkyrka fanns det även en krypta bestående av tio travéer med två gångar, som förutom begravningsplats även användes som skydd under orostider. Söder om kyrkan fanns de sedvanliga byggnaderna runt en innergård med kapitelsalen i öster.